# Hedysarum trigonomerum
Hedysarum trigonomerum är en ärtväxtart som beskrevs av Hand.-mazz. Hedysarum trigonomerum ingår i släktet buskväpplingar, och familjen ärtväxter. Inga underarter finns listade i Catalogue of Life.